# Times Square Building (Rochester)
El Times Square Building es un rascacielos art déco diseñado por Ralph Thomas Walker de la firma Voorhees, Gmelin y Walker ubicada en Rochester, Nueva York (Estados Unidos). Con 79 metros de altura y 14 pisos, es el octavo edificio más alto de la ciudad.

## Descripción
El antiguo Genesee Valley Trust Building es un edificio aerodinámico de doce pisos que soporta cuatro alas de aluminio de 13 m de altura, conocidas como Las alas del progreso, cada una con un peso de 5.400 kg. Estas estructuras se encuentran entre las características más distintivas del horizonte de Rochester.
El estilo trampantojo se utiliza para la decoración en todo el interior del edificio y presenta varias representaciones de trigo estilizado en referencia a la presencia de Rochester como "la ciudad de la harina". El edificio originalmente albergaba un mural de la época de la Gran Depresión de Carl William Peters (1897-1980) en exhibición desde su apertura que luego fue destruido.
La piedra angular de este banco se colocó el 29 de octubre de 1929, el "martes negro" de la caída de la bolsa de valores de 1929.

## Galería

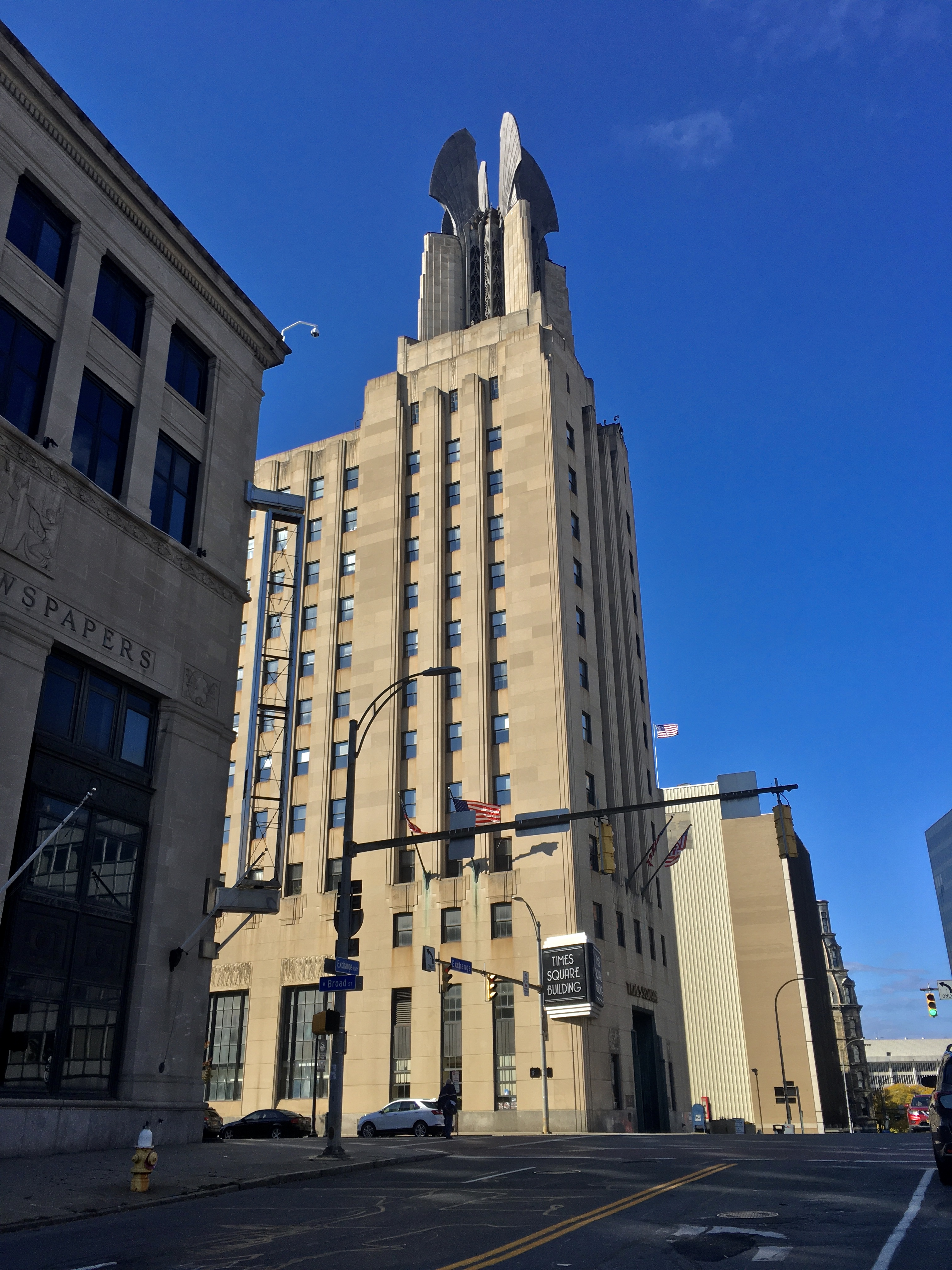
El Times Square Building desde el Exchange Boulevard
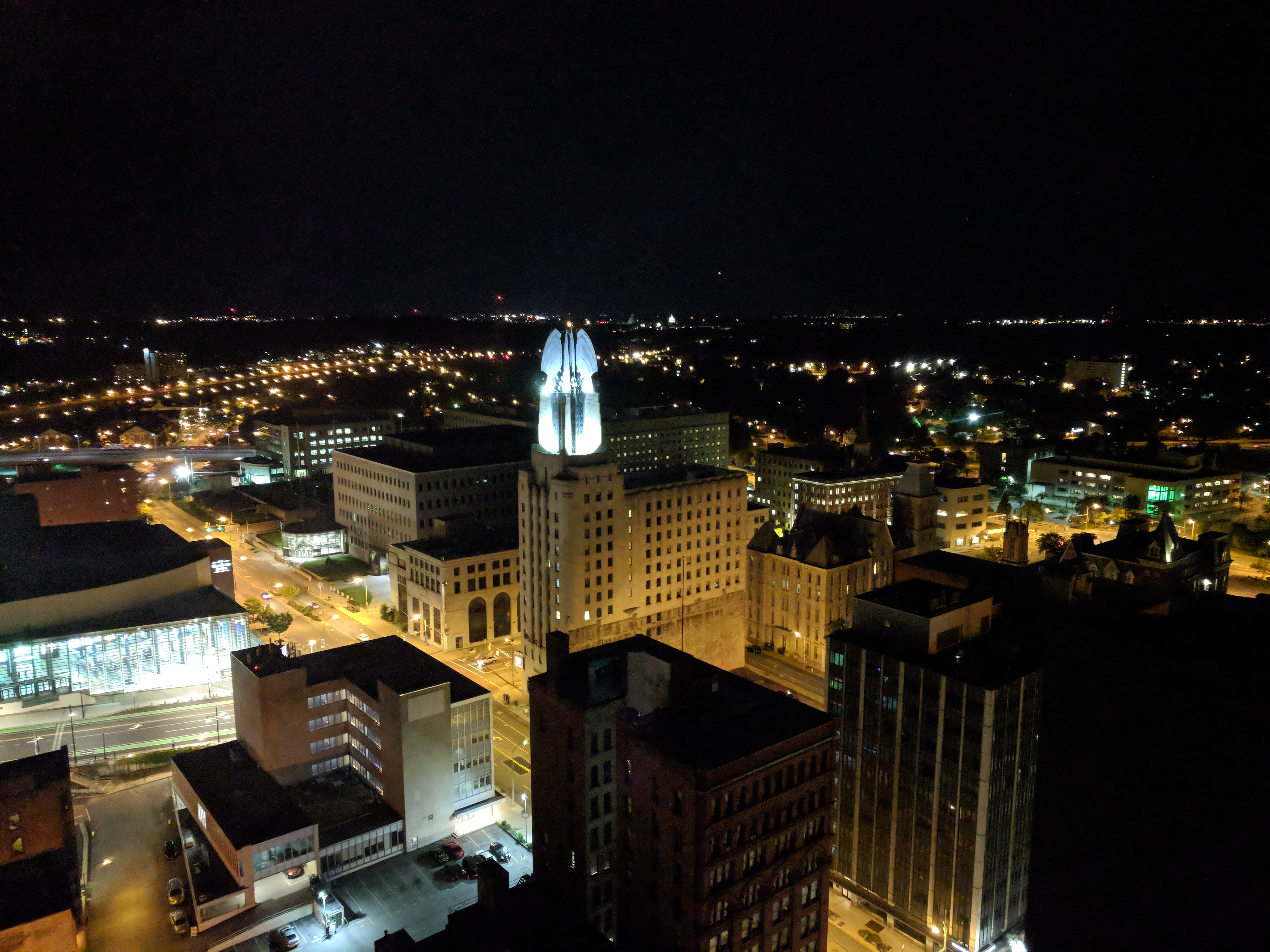
Vista nocturna del Times Square Building
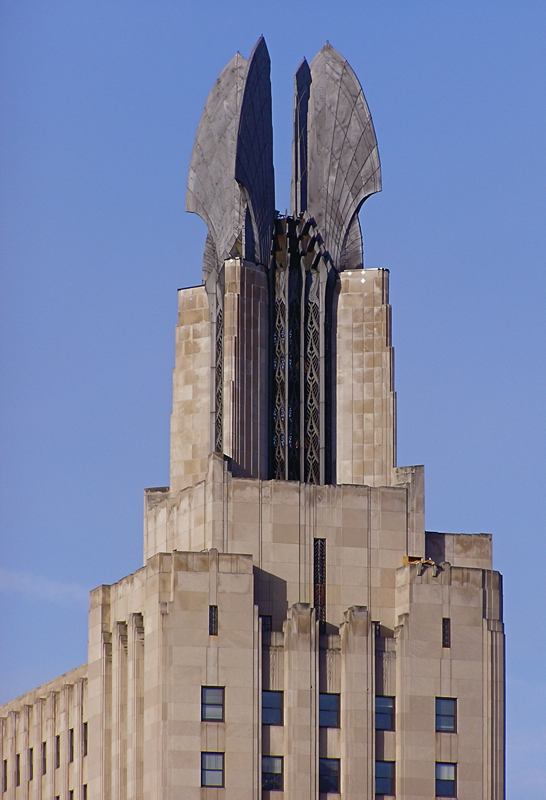
Escultura Las alas del progreso